# Siyəzən (Rayon)
Siyəzən ist ein Rayon in Aserbaidschan. Die Hauptstadt des Bezirks ist die Stadt Siyəzən.

## Geografie
Der Bezirk hat eine Fläche von 759 km². Der Rayon wird im Nordosten vom Kaspischen Meer begrenzt, im Südwesten vom Großen Kaukasus. Es gibt Vorkommen an Erdöl und Erdgas. Im Bezirk liegt der Altyaghach Nationalpark.

## Bevölkerung
Im Rayon lebten 42.900 Einwohner (Stand: 2021). 2009 betrug die Einwohnerzahl 37.600. Diese verteilen sich auf 33 Siedlungen. Ein Teil der Bevölkerung gehört der Minderheit der Tat an.

## Wirtschaft
Der bedeutendste Wirtschaftszweig der Region ist die Erdölförderung. Außerdem werden Wein, Getreide und Gemüse angebaut sowie Viehzucht betrieben.

## Kultur
Im Bezirk befindet sich der Turm von Beshbarmag, der im 1. Jahrhundert v. Chr. als Teil einer Reihe von zoroastrischen Türmen zwischen Baku und Derbent errichtet wurde. Diese dienten der Kommunikation, aber auch religiösen Zwecken.

## Verkehr
Durch den Bezirk verläuft die Eisenbahnstrecke der Azərbaycan Dövlət Dəmir Yolu und die Fernstraße von Baku nach Dagestan in Russland.